# Iliesa Delana
Iliesa Delana (ur. 2 grudnia 1984 w prowincji Macuata) – fidżyjski niepełnosprawny lekkoatleta, mistrz paraolimpijski w skoku wzwyż z 2012 roku.
Delana stracił nogę w wypadku samochodowym. Na arenie międzynarodowej zadebiutował w 2006 roku, podczas Fespic Games. W 2011 zdobył srebro mistrzostw świata osób niepełnosprawnych w Christchurch. Rok później, jako jedyny sportowiec z Fidżi, wystąpił na igrzyskach paraolimpijskich. Skacząc 1,74 m, pobił rekord Oceanii i zdobył złoty medal. Jest pierwszym sportowcem z Południowego Pacyfiku, któremu udało się zdobyć złoto paraolimpiady.
W 2011, Delana wybrany został sportowcem roku na Fidżi
Rekord życiowy w skoku wzwyż: 1,74 (2012, Londyn)